# Rejon tatarbunarski
Rejon tatarbunarski – była jednostka administracyjna wchodząca w skład obwodu odeskiego Ukrainy.
Rejon ma powierzchnię 1748 km² i liczy około 39 tysięcy mieszkańców. Siedzibą władz rejonu są Tatarbunary.
Na terenie rejonu znajdują się 1 osiedlowa rada i 18 silskich rad, obejmujących w sumie 34 miejscowości.

## Miejscowości rejonu
- (Базар'янка)
- (Балабанка)
- (Баштанівка)
- (Безім'янка)
- (Білолісся)
- (Борисівка)
- (Дивізія)
- Dmytriwka (Дмитрівка)
- (Царичанка)
- (Глибоке)
- (Кочкувате)
- (Лебедівка)
- (Лиман) Дивізійська с.р.
- (Лиман) Лиманська с.р.
- (Маразліївка)
- (Нерушай)
- (Нова Олексіївка)
- (Нове)
- (Новомихайлівка)
- (Новоселиця)
- (Приморське)
- (Рибальське)
- (Ройлянка)
- (Садове)
- (Спаське)
- (Струмок)
- Tatarbunary (Татарбунари)
- (Трапівка)
- (Трихатки)
- (Тузли)
- (Весела Балка)
- (Веселе)
- (Вишневе)
- (Зарічне)
- (Жовтий Яр)